# Football Club Rieti 1936

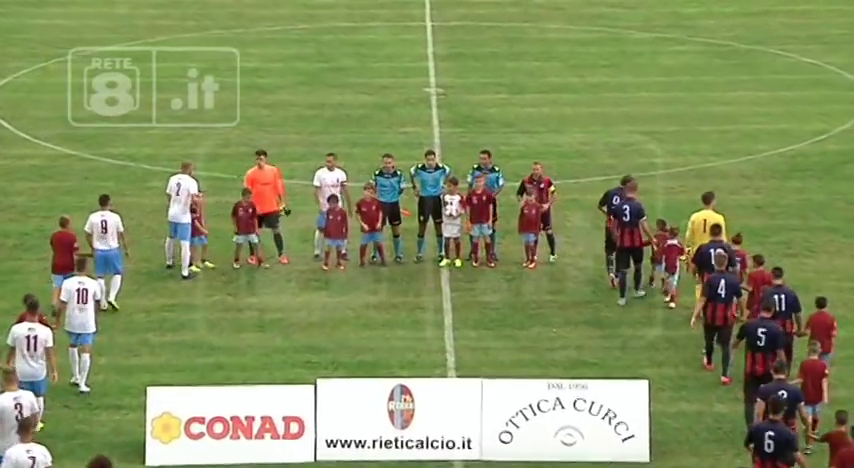
Rieti vs L'Aquila, 18 de septiembre de 2016.

El Football Club Rieti 1936 es un club de fútbol de Italia, con sede en Rieti, en el Lacio. Fue fundado en 1936 y refundado en varias ocasiones. Compite en la Eccellenza Lazio, quinta categoría del fútbol italiano.

## Historia
Fue fundado en el año 1936 en la ciudad de Rieti en Lacio con el nombre Supertessile Rieti tras la fusión de los equipos Victoria Rieti y Rieti FC, y bajo esa denominación llegó a jugar en dos temporadas en la Serie B de 1946 a 1948.
Por problemas económicos el equipo es refundado en 1948 el club es refundado como SS Rieti y participa en la sexta división, donde estuvo vagando en las divisiones regionales hasta que logra el ascenso a la Serie D en 1958, de la cual descendió tras solo una temporada.
En 1964 regresa a la Serie D, de la cual descendió tras una temporada, y fue hasta 1974 que regresa a la cuarta división, donde esta vez permaneció hasta que descendió en 1977.
Tras varios cambios de categoría el club cambia su nombre por el de SC Rieti en 1989, y en 1996 vuelve a ser refundado como FC Rieti. En 2005 logra el ascenso a la Serie C2, en donde jugó dos temporadas hasta descender en 2007.

## Palmarés

### Torneos interregionales
- Serie D (2): 2004-05 (Grupo E), 2017-18 (Grupo G)

### Torneos regionales
- Prima Categoria Lazio (2): 1960-61 (Grupo B), 1963-64 (Grupo A)
- Promozione Lazio (4): 1973-74 (Grupo A), 1978-79 (Grupo A), 1988-89 (Grupo B), 2023-24 (Grupo B)
- Copa Italia de Aficionados Lazio (1): 2011-12